# Еолові піски

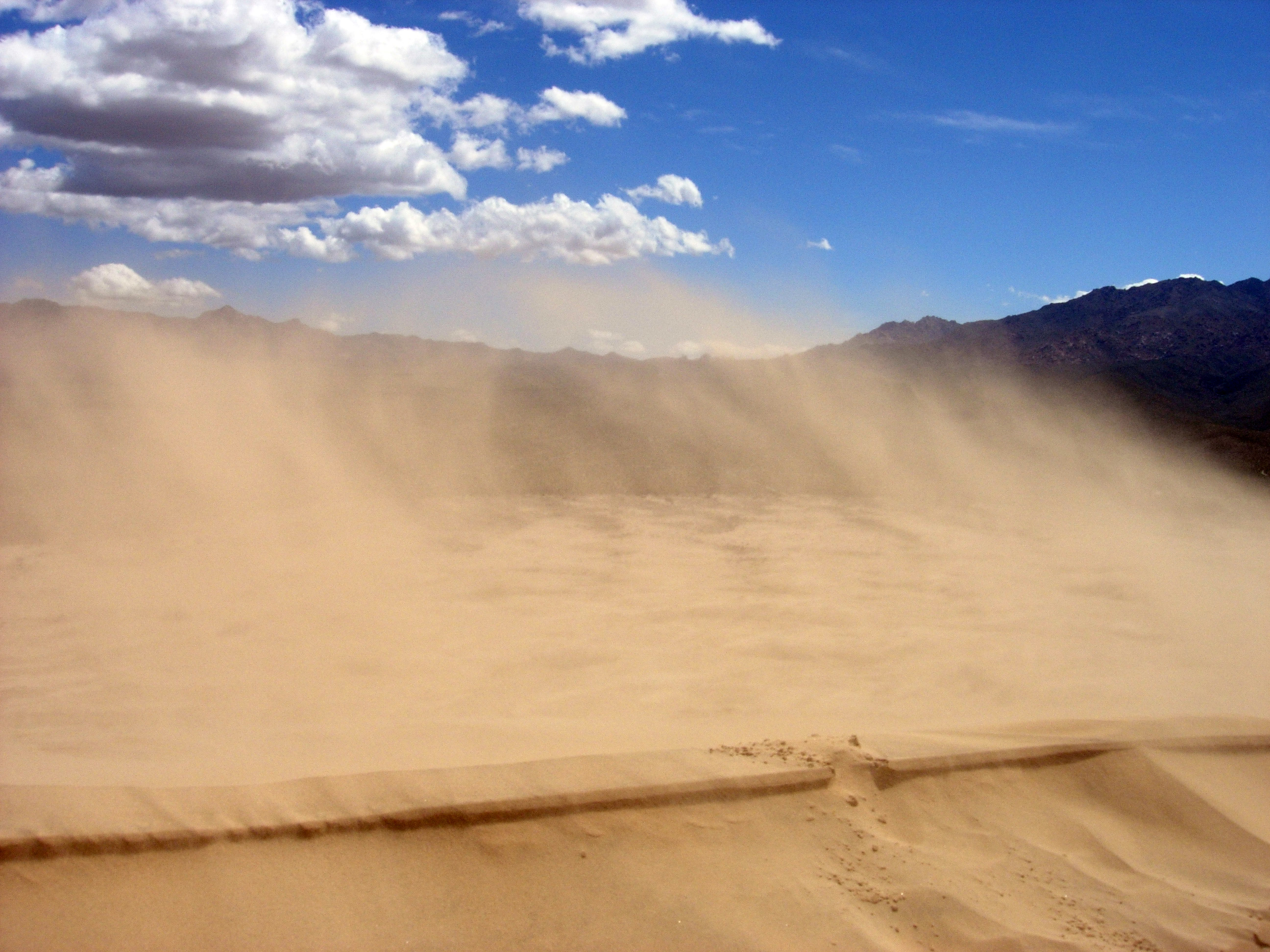
Пісок на дюнах Кельсо, Каліфорнія.

Піски еолові (перенесені вітром), (англ. windsands, aeolian sands; нім. äolische Sande m pl) — піски дрібнозернисті, відносно рівномірного зернистого складу зі значною домішкою глинистого матеріалу. Зерна округлі, обкатані, часто роздроблені, зі сколами, кавернами, матовою штриховою поверхнею. Переважають фракції 0,15–0,30 мм. Піски еолові характерні для континентальних утворень аридного і семіаридного клімату, а також піщаного узбережжя річок, озер, морів всіх широт. Утворюють акумулятивні форми рельєфу.
Виділяють переміщені і непереміщені еолові піски.
- Переміщені еолові піски — піски, які перевіюються тривалий час, переміщені на далекі відстані, збагачені найстійкішими до вивітрювання породами, більш однорідні за крупністю зерен, добре обкатані. Не подібні до материнських порід, на яких залягають.
- Непереміщені еолові піски — молоді еолові форми, речовинний склад яких подібний до материнських порід, на яких вони залягають.